# Menelik II
Menelik II, właśc. Sahle Marjam (amh. ደግማዊ ምኒልክ, dägmawi Menilek) (ur. 17 sierpnia 1844 w Ankober, zm. 12 grudnia 1913 w Addis Abebie) – cesarz etiopski w latach 1889–1913, odznaczony Orderem Salomona.

## Życiorys
Jako potomek dynastii salomońskiej (według legendy pochodzącej od starożytnego króla Salomona i królowej Saby) po śmierci w 1855 swojego ojca Hajle Melekota króla Szeua uwięziony przez cesarza Teodora II (Tewodrosa). Po ucieczce z niewoli rozpoczął jako władca Szeua (od 1865) starania o zdobycie tronu etiopskiego. Po samobójstwie Teodora II w 1868 i po zajęciu Mekdeli przez brytyjskie wojska ekspedycyjne kontynuował walkę z jego następcą Janem IV (Johannesem). Jan IV zginął w 1889 w bitwie pod Al-Kallabat podczas wojny z derwiszami. Po śmierci Jana IV został wybrany 4 listopada 1889 przez Etiopskie Zgromadzenie Szlacheckie i wkrótce koronowany na cesarza Etiopii.
Odparł próby skolonizowania Etiopii pokonując oddziały włoskie 1 marca 1896 w bitwie pod Aduą i podpisał z Włochami traktat kończący wojnę włosko-abisyńską, który zapewniał Abisynii pełną suwerenność oraz kontrybucje wojenne.
Menelik II zjednoczył cały kraj, przeniósł stolicę do Addis Abeby i zwrócił się w stronę Zachodu. Wprowadził wiele reform: zakazał handlu niewolnikami, stworzył regularną armię, ograniczył przywileje szlachty, rozpoczął budowę kolei, popierał rozwój handlu. W 1904 roku Franciszek Józef I nadał mu Krzyż Wielki Orderu Świętego Stefana.
Po jego śmierci tron objął jego wnuk Lydż Ijasu.